# Церковь Святого Франциска (Мирандола)
Церковь Святого Франциска (итал. Chiesa di San Francesco) — храм в Мирандоле на территории католической епархии Карпи в Италии. Одна из первых францисканских церквей в Эмилии, построенная Орденом братьев меньших вскоре после канонизации святого Франциска Ассизского в 1228 году. Внутри храма находится усыпальница рода Пико-делла-Мирандола.
Здание церкви сильно пострадало во время землетрясения в Эмилии-Романье в 2012 году. В настоящее время продолжаются восстановительные работы.

## История
Монахи-францисканцы появились в Мирандоле в первой половине XIII века. Они прибыли в город из Болоньи, где первый францисканский монастырь был основан в 1213 году; в 1236 году в Болонье началось строительство базилики Святого Франциска в память о посещении им города в 1222 году.
Первая церковь францисканцев в Мирандоле была построена в 1278 или 1286—1287 годах вне крепостной стены среди домов предместья Борго-ди-Сопра, позднее переименованного Борго-Сан-Франческо. Храм имел квадратное основание, один неф и остроконечную двухскатную крышу. В то время фасад был обращен на восток, а апсида к крепостной стене у центра Мирандолы. Другие записи о церкви относятся к 1349, 1377, 1385 и 1392 годам.
В 1390 году совет из тринадцати судей собрался в церкви Святого Франциска, чтобы урегулировать спор, возникший по поводу владения Мирандолой между сыновьями Паоло Пико — Спинеттой, Франческо, Прендипарте и Томмазино с одной стороны и сыновьями Никколо Пико — Джованни и Прендипарте с другой.

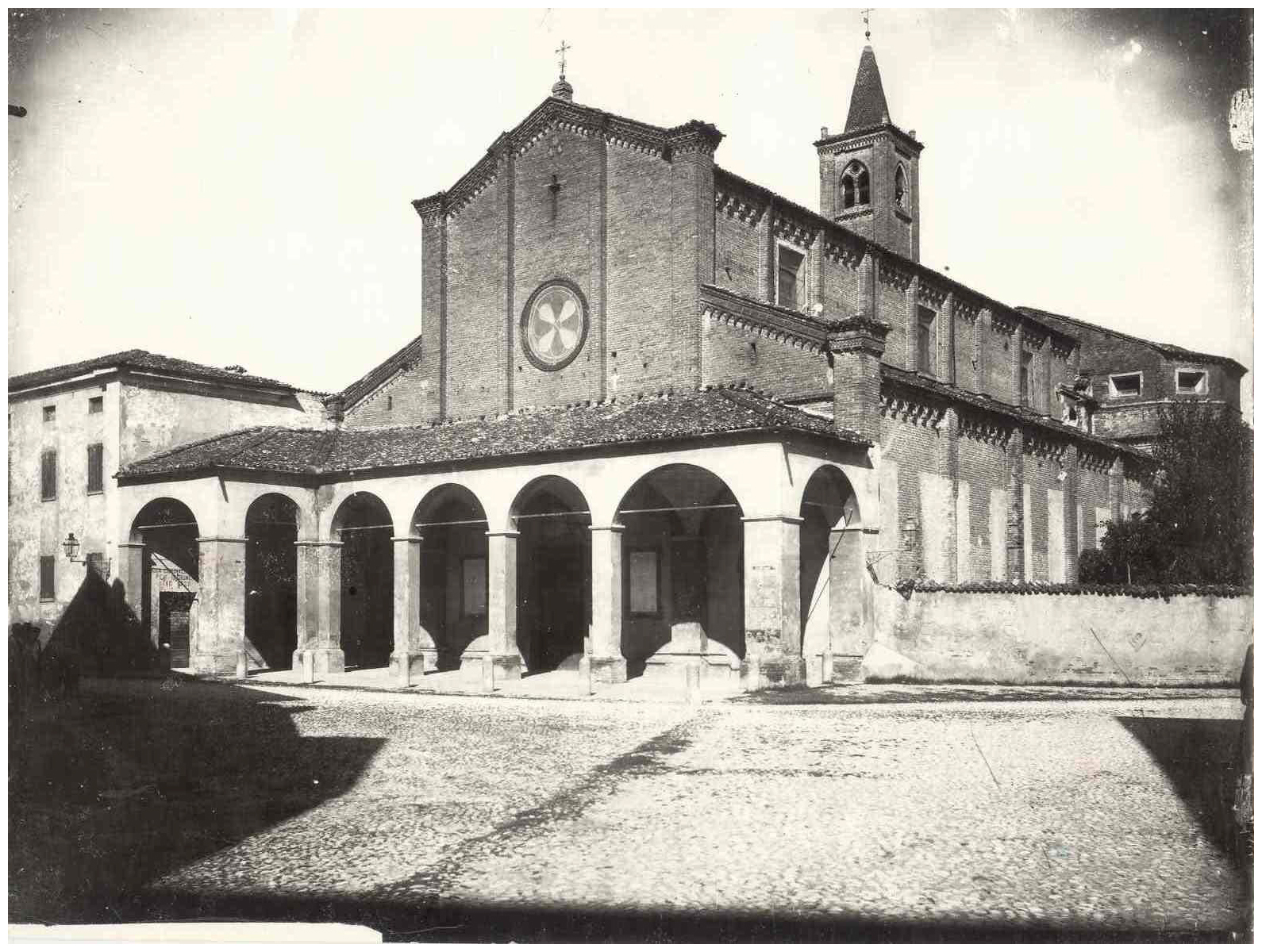
Внешний вид церкви с портиком

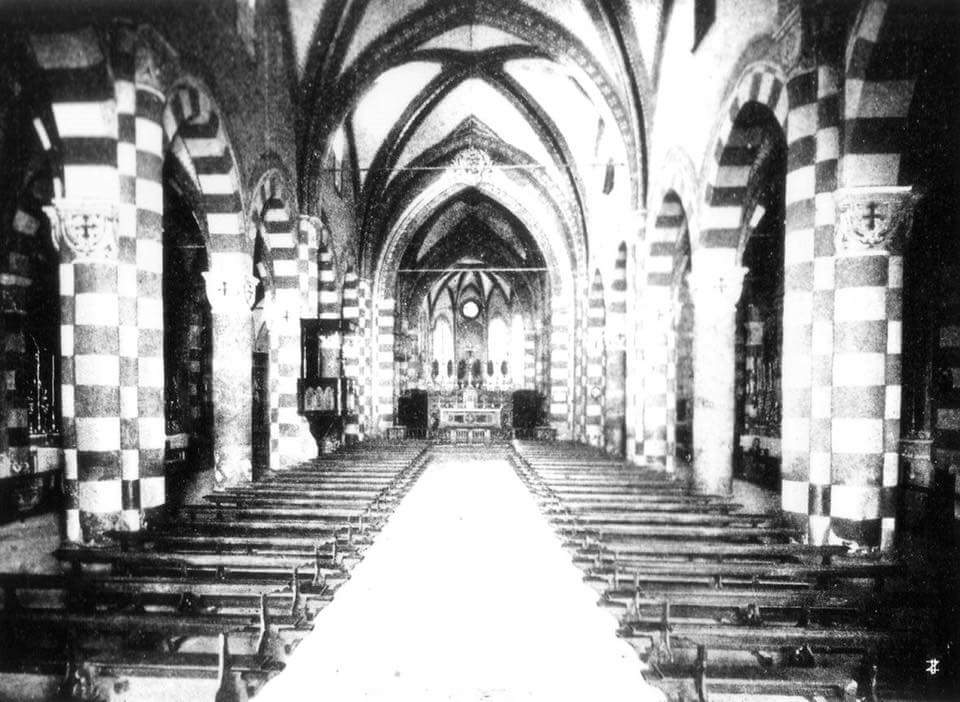
Интерьер церкви до реставрации в фашистскую эпоху

В 1400 году церковь была повторно освящена, после реконструкции в новых стенах по заказу Костанцы Пико, дочери Томмазино Пико и жены Стефанино Стефанини из Модены. Храм был расширен до трёх нефов в готическом стиле. Позднее в церкви была построена капелла в стиле барокко, посвященная Пресвятой Богородице Реджийской. В храме разместили усыпальницу рода Пико; спустя несколько лет после падения дома Пико все могилы в ней были разграблены.
В 1660 году был построен внешний портик с пятью арками, соединявший фасад с монастырским корпусом францисканцев, расположенным рядом с церковью. До его сноса в 1927 году под этим портиком монахи-францисканцы раздавали еду беднякам и странникам. Учреждение «стола для бедных» восходит к 1485 году, а десятью годами позже для борьбы с ростовщичеством была основана «ссуда из сострадания» (в 1941 году вошла в состав Сберегательного банка Мирандолы), где нуждающиеся могли закладывать своё имущество под небольшие проценты или без процентов.
В 1714 году в результате подрыва донжона замка Пико серьёзно пострадали все постройки в центре города, включая церковь Святого Франциска. Здание храма получило ряд повреждений в 1798—1799 годах во время Первой итальянской кампании Наполеона Бонапарта, однако церковь удалось спасти от разрушения. Французская администрация, упразднившая монашеские ордена, продала храм частным лицам, вместе с ораторием Святой Розалии.
Здания храма и монастырского корпуса были восстановлены в 1814 году по приказу герцога Модены Франческо IV д’Эсте, который в 1818 году перенёс из церкви Святого Франциска в Модену «Распятие со святыми Иеронимом и Франциском» XV века, известное также как «Алтарь трёх крестов» (ныне в собраниях галереи Эсте в Модене) работы Франческо Бьянки. В 1824 году в интерьеры был добавлен памятник гуманисту Джованни Пико делла Мирандола, который умер в 1494 году во Флоренции и был похоронен там же, в монастыре Святого Марка. В 1833 году был разрушен деревянный главный алтарь, вырезанный в 1745 году Франческо Салани делла Мирандола. В 1837 году окна южной стены были закрыты. Во время ремонта в 1858 году было уничтожено полотно XVIII века кисти Джузеппе Андреоли с изображением святого Поксида.
После 1848 года был перестроен и монастырский корпус. В 1866 году монастырь францисканцев был реквизирован Королевством Италия, которое в следующем году передало его муниципальной администрации. В 1870 году в церкви были проведены ремонтные работы: внутренние стены и колонны храма покрыли штукатуркой с широкими горизонтальными сине-белыми полосами в тосканско-готическом стиле, а боковые капеллы украсили в стиле позднего барокко и рококо, с алтарями для каждого пролета.

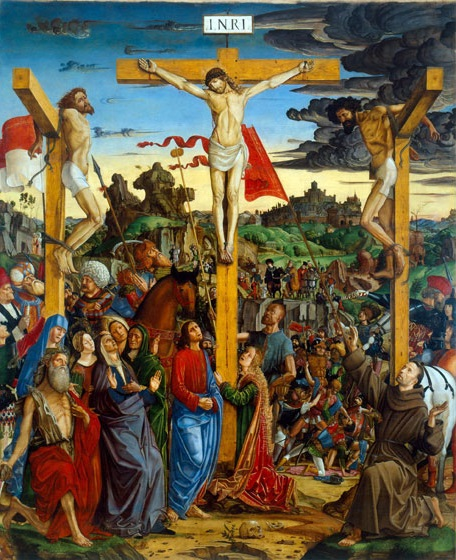
Алтарь трёх крестов (1475—1485) кисти Франческо Бьянки. Галерея Эсте, Модена

Во время Первой мировой войны армия реквизировала церковь, которая была закрыта с 1917 года на долгие годы. В фашистскую эпоху храму решили вернуть первоначальный вид под руководством архитектурного надзора Болоньи и в духе канонов Альфонсо Руббиани. В 1927 году был снесён внешний портик 1660 года, в котором располагался, так называемый, «стол для бедных». Его снос оправдывали необходимостью, возникшей из-за серьёзного повреждения стены, которого на самом деле не было. Все реставрационные работы были завершены в 1938 году. Помимо портика, были убраны барочные алтари и восстановлены витражные окна южной стены, уменьшенной в 1642 году до почти квадратной формы. Кроме того, был переделан мраморный пол, что привело к утрате в крипте части могил, принадлежавших роду Пико; сам склеп был упразднён ещё в 1922 году. В 1928—1930 годах в храме был построен воинский мемориал бойцам, павшим в войнах. Также были отреставрированы многостворчатые окна южной и северной сторон колокольни, которые в 1829 году были уменьшены до больших одностворчатых окон. В 1929 году окна южного нефа были вновь открыты, а пол выложен мрамором.
В францисканском монастырском корпусе по соседству разместили городскую библиотеку, основанную в 1868 году, школу и лицей Джованни Пико, основанный в 1923 году. Фасад корпуса на площади Гарибальди был полностью перестроен в стиле «ложной готики» фашистским архитектором Марио Герцони.
В 1994 году монахи-францисканцы окончательно покинули церковь, которую в январе 1997 года епископ Карпи Бассано Стафьери передал дону Лучано Феррари, епархиальному священнику и капеллану больницы Санта-Мария-Бьянка в Мирандоле. Последний занимал место настоятеля до ухода на покой. 19 октября 2001 года епископ Элио Тинти передал церковь бокконистам.
Здание церкви Святого Франциско и монастырский корпус серьёзно пострадали во время землетрясения 2012 года. Колокольня, устоявшая после первого толчка 20 мая, рухнула во время второго толчка 29 мая. Она упала на церковь, почти полностью разрушив её. От храма уцелели только фасад, северная стена с гробницами членов дома Пико, и капелла воинского мемориала в противоположном южном приделе. 22 июня, примерно через месяц после первого землетрясения, пожарные приступили к обвязке и укреплению уцелевшего фасада и руин церкви. Ущерб, нанесенный землетрясением церкви Святого Франциска, составил около 10 миллионов евро. С 2012 года по настоящее время ведутся восстановительные работы.

## Архитектура

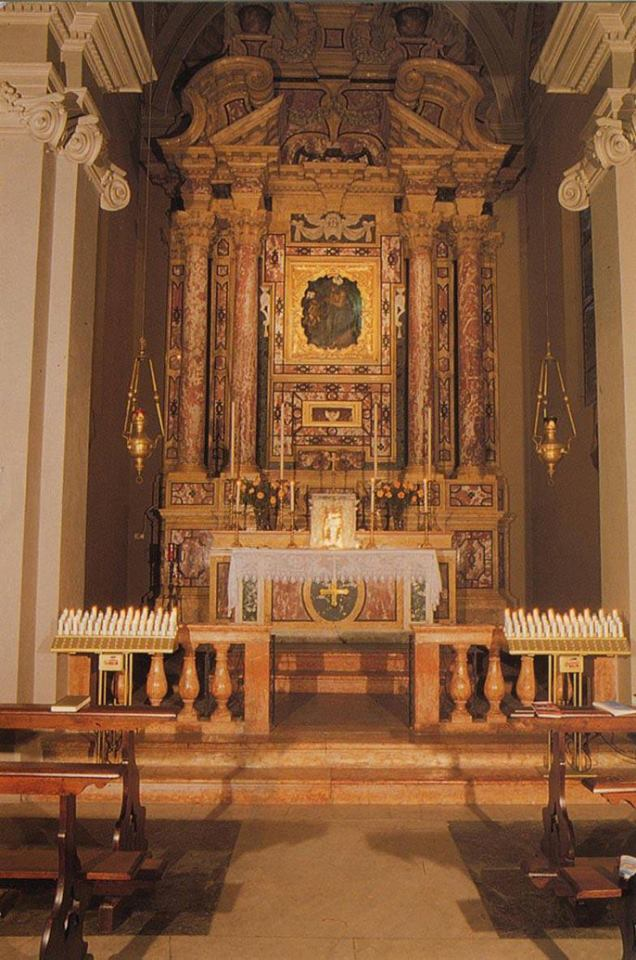
Капелла Мадонны делла Гьяра в 1990 году

Современный фасад из красного кирпича был построен в XV веке в простом, строгом и ярко выраженном геометрическом стиле. Его украшают пилястры со скромным центральным окном-розеткой. Над последним находится крестообразное окно, украшенное сверху скрещенными кирпичами и терракотовой плиткой.
Внутреннее пространство церкви было выдержано в готическом стиле. У храма был большой центральный неф шириной 10,42 метра и высотой до 14,50 метра, типичный для нищенствующих орденов, со стрельчатыми арками и рёбрами из красного кирпича на белой штукатурке. Размеры церкви составляли 49,95 метров в длину и 21 метр в ширину. Центральный неф доходил до большой восьмигранной апсиды, в которой располагались алтарь и хоры. Боковые нефы были разделены арками высотой 7,80 метра, которые покоились на колоннах высотой 5,10 метра.
В конце правого нефа шириной 5,02 метра, украшенного витражными окнами, располагается воинская мемориальная капелла, посвященная павшим бойцам всех войн. Она почти не пострадала во время землетрясения 2012 года.
В левом нефе шириной 5,36 метра находилась картина «Святой Франциск получает стигматы» кисти Санто Перанды. Полотно было спасено пожарными из-под обломков после землетрясения 2012 года и в настоящее время находится в Сассуоло. В левом нефе располагался мраморный алтарь капеллы Пресвятой Богородицы Реджийской — Мадонны делла Гьяра.
Колокольня, к сожалению, полностью утраченная после обрушения 29 мая 2012 года во время второго сильного толчка при землетрясении 2012 года. Её постройка по заказу Джеминиано Сефанини была завершена в 1447 году. В высоту она имела 62,2 «мирандольских локтя», что эквивалентно примерно 39,5 метра, не считая конической вершины, покрытой черепицей, увенчанной воткнутым железным мечом.
Во время ремонтных работ 1829 года двустворчатые окна башни с северной и южной сторон были изменены в одностворчатые. В 1927 году реставраторы вернули колокольне бифории XV века.

## Усыпальница

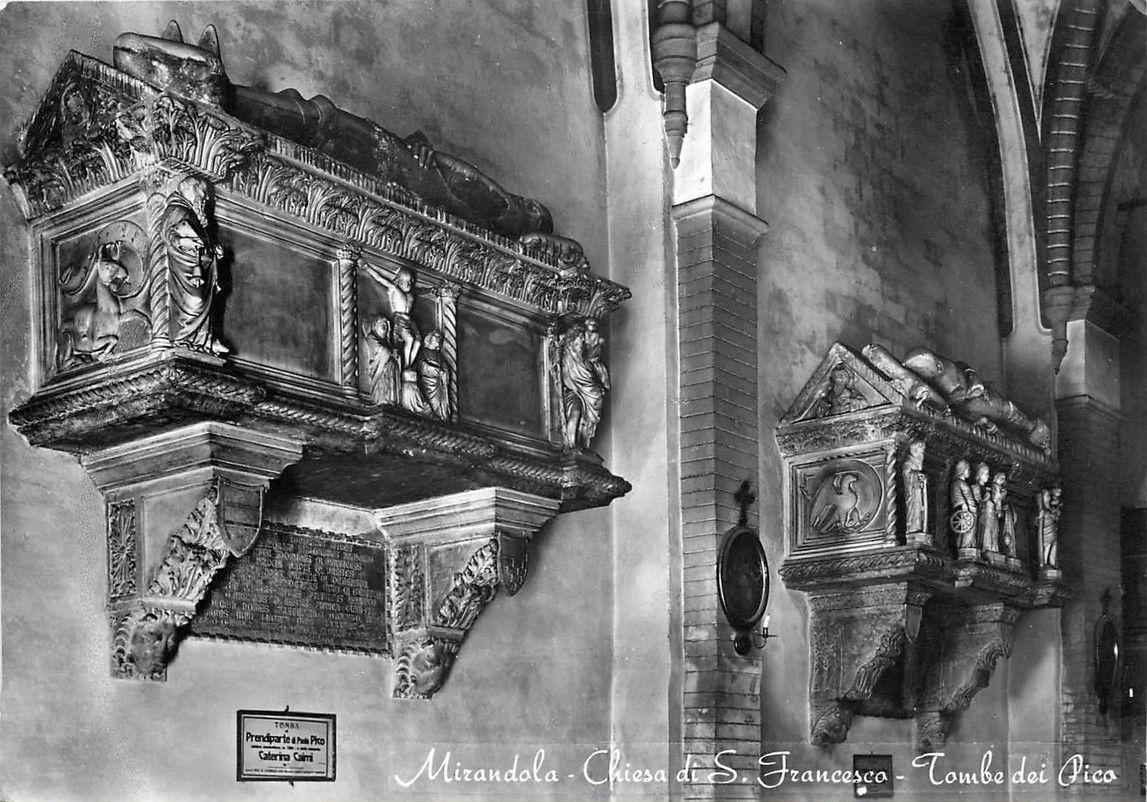
Гробницы членов дома Пико

Самой интересной частью церкви была усыпальница дома Пико, правителей Мирандолы и Конкордии, расположенная на северной стене левого нефа и состоящая из ряда четырёх висячих гробниц. По порядку от входа:
- гробница Галеотто I Пико (умер в 1499 году, брат Джованни Пико) и его жены Бьянки д’Эсте[итал.] в ренессансном стиле с изображением герба рода Пико, правителей Мирандолы и Конкордии, а также с надписью «Супруга Бьянка, благодарная дама, возвела мне эту гробницу ради утешения души моей и ради памяти»;
- гробница Прендепарте Пико[итал.] (умер 20 июня 1394 года и первоначально был похоронен в склепе, брат Спинетты) и Катерины Кайми: последняя, увидев благолепие гробницы своего деверя Спинетты, заказала ещё более красивую гробницу известному венецианскому скульптору Паоло далле Масенье, сыну знаменитого Якобелло. Памятник является одним из величайших шедевров венецианской готики в Эмилии: урна высечена из цельного куска мрамора со сценой Распятия в центре, окруженная очень выразительными фигурами Девы Марии, Святого Иоанна и Марии Магдалины, кричащими от боли; на сторонах саркофага изображены согнутый мул, весящий мешок (олицетворяющий невыносимую боль вдовы) и собака (символ верности), вместе с надписями на древнеанглийском языке, свидетельствующими о связи между Прендепарте и Джованни Акуто. На гипсовой крышке вырезано в натуральную величину изображение усопшего на смертном одре в боевых доспехах. На саркофаге всё ещё видны следы золота и цвета, типичные для гробниц Далле Мазенье;

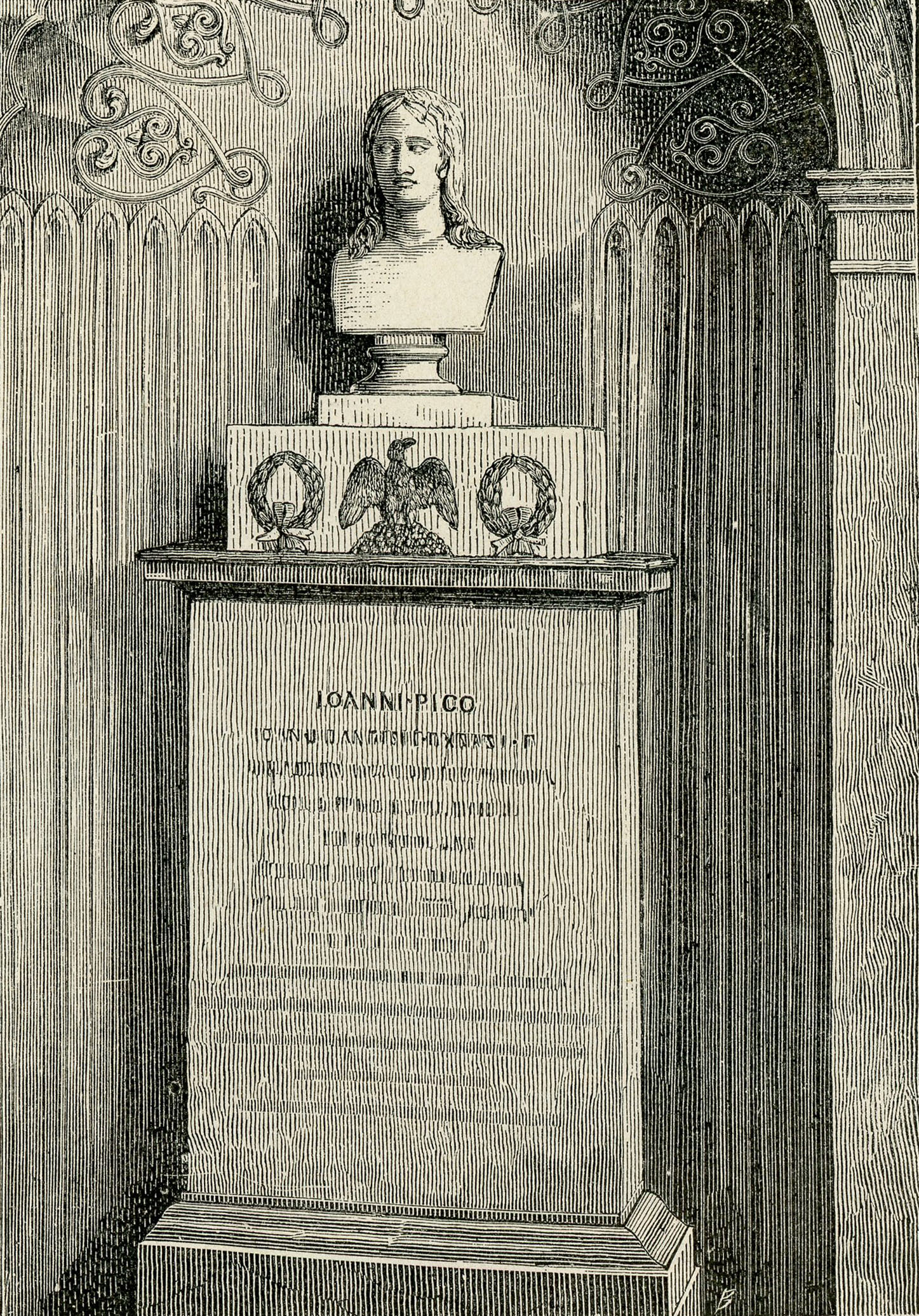
Бюст Джованни Пико делла Мирандола (1824) работы Джузеппе Пизани

- гробница Спинетты Пико[итал.] (умер в 1399 году, брат Прендепарте), построенная по завещанию усопшего: на саркофаге изображена Мадонна с младенцем в окружении святых мучеников Стефана и Екатерины, а также святых аббата Антония и Христофора. На мраморной крышке урны скульптура усопшего в натуральную величину, облаченная в боевые доспехи.
- гробница Джанфранческо I Пико[итал.] (умер в 1469 году) и Джулии Боярдо[итал.], родителей гуманиста Джованни Пико делла Мирандола, выполненная по заказу его племянника Джанфранческо II Пико, в стиле тосканского ренессанса со скульптурными листьями, окружающими фамильный герб.

В настоящее время гробницы пусты; они были разграблены после пресечения дома Пико. В церкви также находился кенотаф Джованни Пико делла Мирандола, выполненный в 1824 году скульптором Джузеппе Пизани. Первоначально вставленный в часовню Пресвятой Богородицы Реджийской, в 1922 году он был перенесён на стену правого нефа, рядом с гробницами дома Пико.
Франческо Пико также был похоронен в церкви в 1445 году вместе со своей женой Пьетрой Пиа и их детьми (надгробная плита из красного веронского мрамора, однако, была снята монахами в 1839 году, которые стёрли с неё надписи и разделили на две части, установив их на порогах боковых дверей); Джованни I Пико, вместе со своей женой Катериной Бевилаква, был похоронен перед алтарём Святого Франциска Солано в 1453 году; в левой части хоров находится украшенная мемориальная доска (разрушена французскими войсками в 1798 году) в память об Ипполито Пико, убитом гугенотами в 1569 году, помещенная туда его братом Луиджи Пико. Наконец, на противоположной стороне хора есть еще две надгробные плиты: одна из чёрного мрамора, посвященная Галеотто IV Пико (выполнена по заказу его жены Марии Чибо-Маласпина), а другая из красного мрамора, в память о Николо, сыне Джованни Пико (умер в 1448 году) его жены Маддалены, дочери Орландо Паллавичино. Другие члены семьи Пико были похоронены в склепе, разграбленном в XIX веке, в который можно было попасть из капеллы Пресвятой Богородицы Реджийской.

## Монастырский корпус
Бывший монастырь францисканцев, примыкающий к храму, был построен в то же время, что и церковь, хотя первое документированное свидетельство о нём относится к 1377 году, когда дворяне и знатные горожане Мирандолы написали письмо, в котором говорилось, что монастырь был построен в давние времена и уже тогда принадлежал францисканцам. Следующим документом, в котором упоминается монастырь, стала опись имущества францисканской провинции Болоньи 1385 года.
В 1461—1462 годах монастырь был передан францисканцам-обсервантам, которые занимали его до 1823 года. В XV веке монастырь вместе с церковью был расширен Костанцей Пико. Документ 1503 года свидетельствует о наличии большой монастырской библиотеки с рукописями, а также печатными произведениями, появлению которых содействовали отношения между домом Пико и книгоиздателем Альдо Мануцием. В 1566 году был расширен монастырский сад, построены лоджии и новые кельи. В 1609 году князь Алессандро I Пико построил второй монастырский корпус к востоку от первого, рядом с апсидой церкви. В 1671 году первый корпус, он же главный, был восстановлен по приказу герцога Алессандро II Пико, а через двадцать лет его расширили ещё на 16 келий. В начале XVIII века были восстановлены монастырские стены, благоустроены сады и устранены основные повреждения, нанесенные войной за испанское наследство и угасанием дома Пико. Крыши, полы и лазарет перестроили, не меняя первоначального плана строения. Монахи внесли большой вклад в содержание дорог в монастырских владениях, в том числе той, которая в то время называлась «Террануова». В 1783 году часть монастыря заняла государственная школа для обучения риторике, гуманистической философии и грамматике. В 1826 году она получила название «Профессорио».
Из-за упразднения монашеских орденов в период французской администрации, в 1811 году монастырь был куплен Франческо Фаччи, который в следующем году частично разрушил его.
Во время многочисленных военных осад Мирандолы многие книги монастырской библиотеки были утеряны, а в 1812 году она была полностью уничтожена. В 1823 году монастырь был передан францисканцам-реформатам, которые занимали его до 1867 года. Уже в 1824 году монахи частично реконструировали книжное наследие (дошедшее до наших дней и хранящееся в историческом архиве муниципальной библиотеки Мирандолы), после ссуды в 14 000 лир, предоставленной герцогом Модены Франческо IV Габсбург-Эсте на реконструкцию и покупку огорода и части старого монастыря; восстановительные работы продолжались до 1828 года.
В 1867 году францисканцы-реформаты покинули монастырь, который перешёл в муниципальную собственность. В 1870 году в нём разместили городскую библиотеку (в 1990-х годах её перенесли в иезуитский монастырь на улице Франческо Монтанари), средние школы (в северном корпусе) и классический лицей имени Джованни Пико делла Мирандолы (в главном корпусе). В 1920-е годы фасад на площади Джузеппе Гарибальди был перестроен в неоготическом стиле. В 1960—1961 годах за храмом было построено новое здание, также находящееся в муниципальной собственности.
Землетрясение 2012 года нанесло серьёзный урон бывшему монастырю. Из-за повреждений конструкции и интерьера (внешний вид, однако, выглядит почти нетронутым) 29 мая 2012 года классическая средняя школа была перенесена в новый школьный комплекс на улице Виттиме на окраине Мирандолы.
В рамках проекта реконструкции в здания бывшего монастырского корпуса планируется вернуть муниципальную библиотеку имени Эудженио Гарины и культурный центр, на территории которого разместят кафетерий, конференц-зал, штаб-квартиру Международного учебного центра Джованни Пико делла Мирандолы, новую галерею для выставок и временных экспозиций и муниципальный исторический архив. Находившаяся ранее перед зданием парковка будет закрыта, а площадь Джузеппе Гарибальди станет пешеходной.